# Josef von Storck

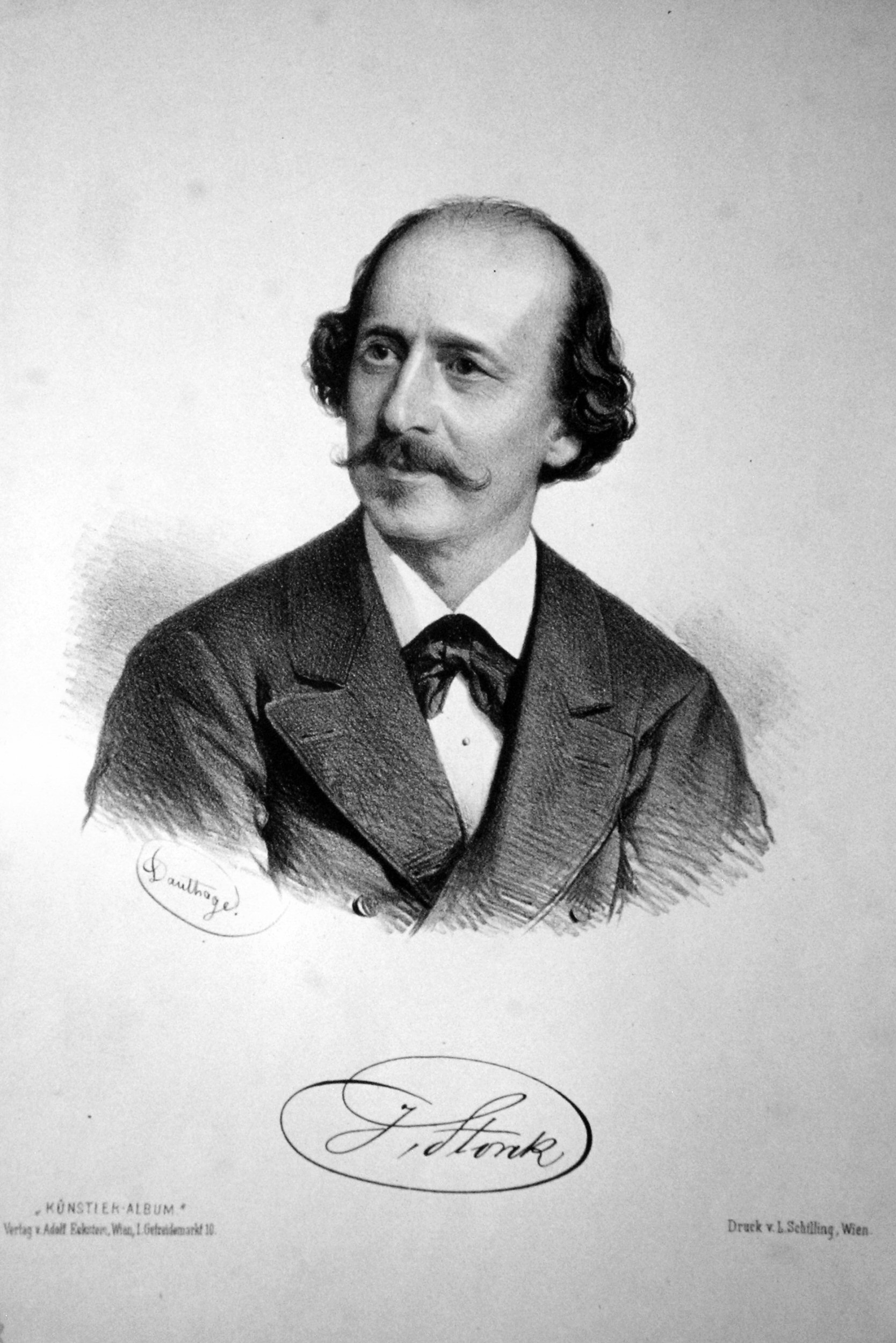
Josef von Storck Lithographie von Adolf Dauthage, ca. 1880

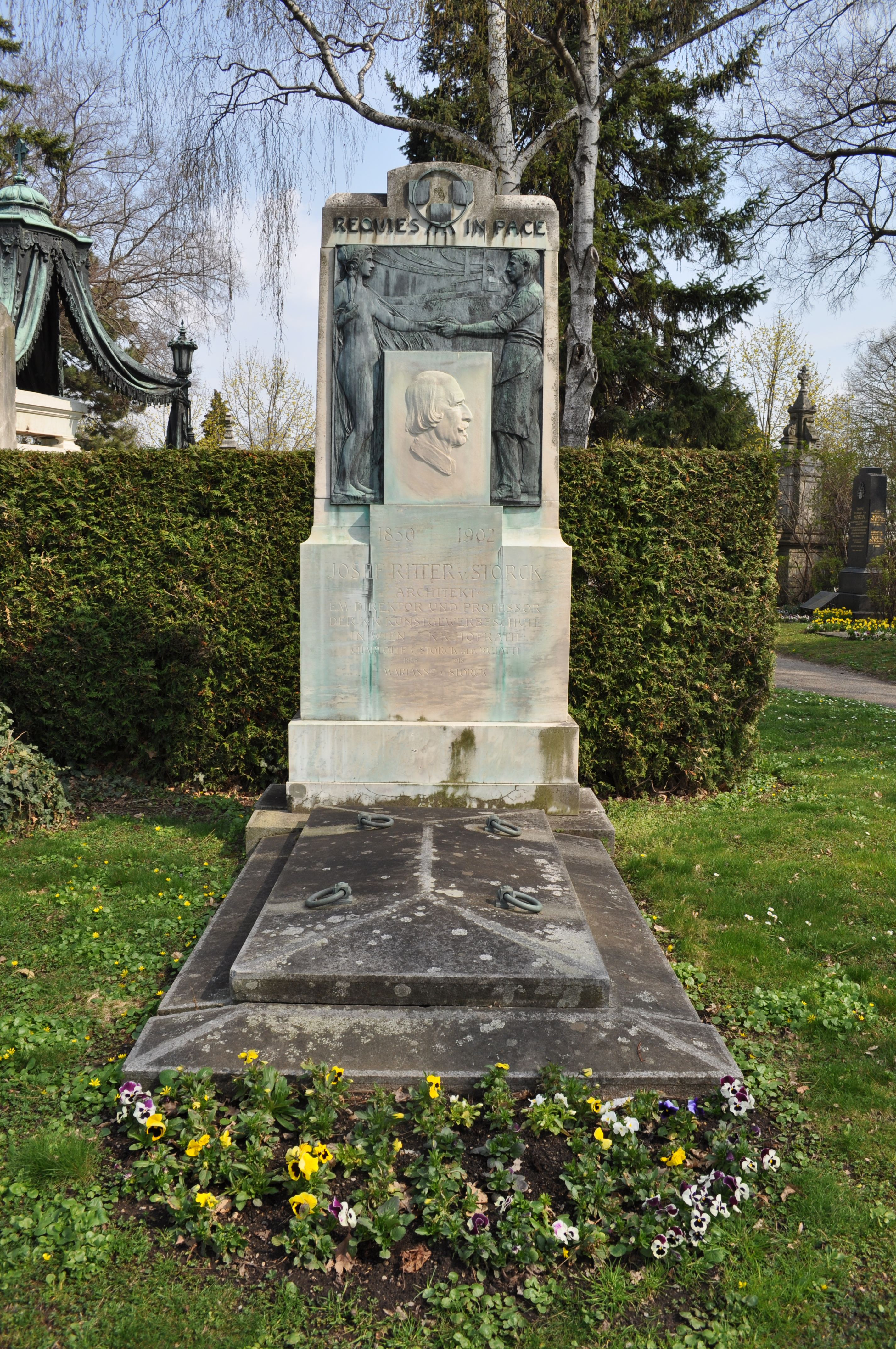
Ehrengrab auf dem Zentralfriedhof Wien

Josef Ritter von Storck (* 22. April 1830 in Wien; † 27. März 1902 ebenda) war ein österreichischer Architekt und Kunstgewerbler.

## Leben
Als Sohn eines Uhrmachers kam Storck 1830 in Wien zur Welt. Zunächst sollte er Dessinateur werden, schrieb sich jedoch im Jahre 1847 an der Akademie der bildenden Künste in Wien ein. Dort wurde ihm von Eduard van der Nüll eine Stelle in seinem Atelier angeboten. Dies wiederum motivierte Storck, ein Architekturstudium mit dem Schwerpunkt auf der Innendekoration zu belegen. Als Lehrer an der Akademie der bildenden Künste vertrat Storck ab 1855 van der Nüll. Ein Jahr später wurde Storck Zeichenlehrer an der Manufakturzeichenschule des Niederösterreichischen Gewerbevereins. Schließlich wurde er 1862 Supplent für ornamentales Zeichnen an der Akademie in Wien. Von 1866 bis 1877 betätigte sich Storck als Dozent im Bereich der Ornamentik und des Ornamentenzeichens am Polytechnischen Institut in Wien. Bei der Wiener Weltausstellung 1873 übernahm Storck zusammen mit Ferdinand Laufberger die Leitung des dekorativen Ausschmückens. Mit Unterbrechung war er von 1868 bis 1899 Professor für Architektur und zugleich Direktor am Museum für angewandte Kunst, welches ebenfalls in Wien ansässig war.
Storck war mit vielen Künstlern seiner Zeit eng befreundet. Er wurde in einem Ehrengrab des Wiener Zentralfriedhofs 1902 beigesetzt.

## Wirken und Auszeichnungen
Storck entwarf unter anderem die Innenausstattungen der Altlerchenfelder Pfarrkirche, die Ruhmeshalle des Heeresgeschichtliches Museums im Wiener Arsenal, die Innenausstattung im Wiener Grand Hotel und die Wohnung des Hauses Liechtenstein über die Jahre von 1875 bis 1876. Des Weiteren zählen zu seinen Arbeiten der angewandten Kunst das Entwerfen von Möbeln für Franz Michel, Glas- und Metallarbeiten für die Fa. J. & L. Lobmeyr und Dziedzinski & Hanusch, Textilien für Philipp Haas & Söhne, Georg Bujatti und August Küfferle. Auch Lederwaren und Einbände, die von Storcks Beschäftigung mit dem Ornament geprägt waren, zählen zu den Arbeiten von Storck. Auch wurden zahlreiche Vorlagenwerke von Storck geschaffen. Zu den Vorlagewerken zählen unter anderem „Einfache Möbel im Charakter der Renaissance“ aus dem Jahre 1875, sowie „Die Pflanze in der Kunst“ von 1895. 1879 gründete er den Central-Spitzenkurs. Drei Jahre zuvor übernahm er die Redaktion der „Blätter für Kunstgewerbe“; daneben leitete er das Artistische Atelier zur Herstellung der Staatsnoten.
Josef Ritter von Storck wurde mehrmals ausgezeichnet. 1873 erhielt er den Orden der Eisernen Krone, 1875 erhielt er den Ehrentitel des Regierungsrat, sowie 1884 auch den Ehrentitel des Hofrats. 1894 wurde Storck nobilitiert und 1899 Komtur des Franz Joseph-Ordens mit Stern. Ab 1861 war er Mitglied der Genossenschaft der bildenden Künstler Wiens im Künstlerhaus, 1866 wurde Storck wirkliches Mitglied der Wiener Akademie der bildenden Künste und Ehrenmitglied des Wiener und des Bayerischen Kunstgewerbevereins.